# Nasonovia collomiae
Nasonovia collomiae är en insektsart som först beskrevs av Palmer 1936.  Nasonovia collomiae ingår i släktet Nasonovia och familjen långrörsbladlöss. Inga underarter finns listade i Catalogue of Life.